# 三裂叶豚草
三裂叶豚草（学名：Ambrosia trifida）为菊科豚草属下的一个种。

## 扩展阅读
- 維基物種上的相關：三裂叶豚草